# Chicago Federal Building
El Chicago Federal Building era un edificio en Chicago (Estados Unidos) construido entre 1898 y 1905 como sede de los tribunales federales, la oficina de correos principal y otras oficinas gubernamentales del Medio Oeste. Se encontraba en el vecindario del  Loop en una cuadra delimitada por las calles Dearborn, Adams y Clark y el bulevar Jackso. El sitio albergaba una oficina de correos, un juzgado y una aduana de 1880 que se despejaron para dar paso al nuevo edificio. El edificio de 1905 fue demolido en 1965 y reemplazado por el Federal Building Kluczynski.
El jefe de correos Washington Hesing encabezó la campaña para construir un nuevo edificio con el respaldo de líderes cívicos y miembros de Illinois del Congreso. La explosión de la población de Chicago, especialmente después de la Exposición Mundial Colombina de 1893, presionó la instalación anterior más allá de su capacidad. Cuando comenzó la Exposición, el Departamento de Correos de Chicago empleaba a 998 empleados y 935 transportistas. Cuando el Congreso aprobó la financiación de un nuevo edificio, la oficina de correos se había ampliado a 1319 empleados y 1096 transportistas. Otras agencias ubicadas en el edificio se quejaron de una mala planificación y una construcción de mala calidad que resultó en yeso que se desmoronaba, tuberías rotas e inundaciones.
El nuevo edificio fue diseñado en estilo Beaux-Arts por el arquitecto Henry Ives Cobb. El plano era una cruz griega de seis pisos sobre una base de dos pisos con un sótano elevado. El edificio estaba coronado por una cúpula en el cruce que tenía ocho pisos adicionales de espacio de oficinas en su tambor para un total de 16 pisos. La cúpula dorada se extendió 30 m por encima del tambor.

## Construcción
El Congreso aprobó un proyecto de ley a fines de 1894 que el presidente Grover Cleveland firmó el 13 de febrero de 1895, asignando 4 millones de dólares para demoler la estructura existente en el sitio y erigir una nueva. El edificio de 1880 se consideró peligroso e inadecuado para albergar todas las agencias federales de la ciudad, cuyas oficinas, en consecuencia, se distribuyeron en varios edificios.
El 20 de enero de 1896, el Congreso aprobó 25 000 dólares adicionales para emplear a un arquitecto especial. El Chicago Federal Building fue la primera estructura gubernamental construida con el propósito de albergar la oficina de correos.
La demolición del antiguo edificio comenzó en junio de 1896 después de que la oficina de correos se trasladara a un edificio temporal en el sitio que ahora ocupa el edificio 333 North Michigan Avenue. El trabajo de cimentación comenzó en agosto de 1897 y se completó en septiembre de 1898 a un costo de 208 000 dólarfes. Los cimientos estaban sostenidos por pilotes de madera hincados 22 m por debajo del nivel de la calle. El sótano y los dos primeros pisos cubrían todo el sitio y medían 98 m por 110 m
El 30 de abril de 1898, el trabajo de la superestructura fue adjudicado a John Pierce, un contratista de Nueva York, quien presentó una oferta de 1 897 000 dólares. El edificio tardó siete años en construirse porque la política del gobierno en ese momento era asignar solo los fondos suficientes para cada contrato a medida que se adjudicaba. No hubo contratista general y se adjudicaron más de 100 contratos separados durante la construcción.
El edificio terminado alcanzó una altura de 91 m y fue dedicado por el presidente William McKinley el 9 de octubre de 1899, el vigésimo octavo aniversario del Gran Incendio de Chicago. Las áreas para la oficina de correos se completaron en 1904 y otras agencias ocuparon sus espacios en 1905.

## Arquitectura

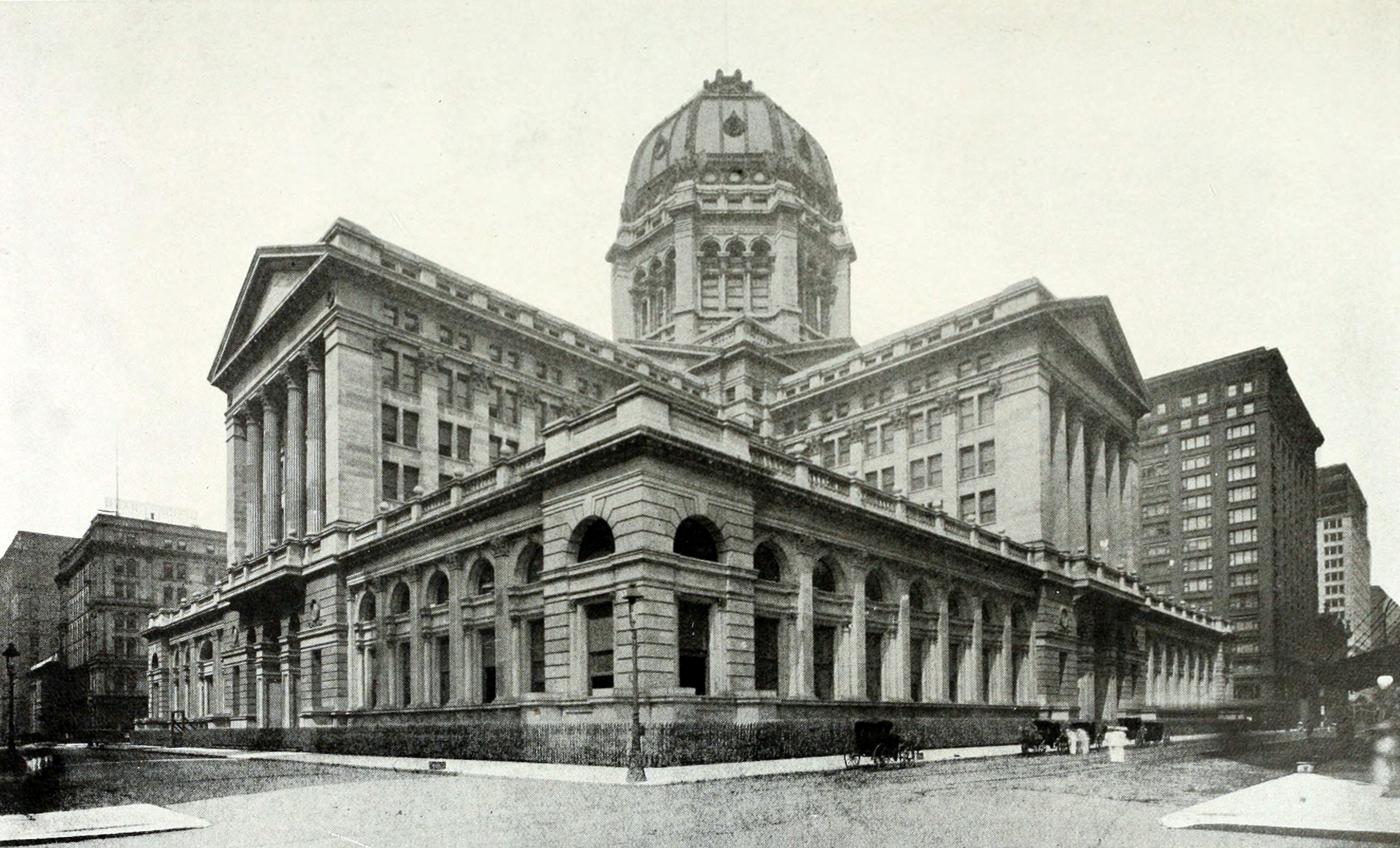
Federal Building mirando al noroeste desde Dearborn y Jackson ca. 1910.

El Federal Building se construyó sobre una estructura de acero con paredes exteriores de ladrillo revestidas con 46 452 m² de granito gris de Maine. Los techos estaban cubiertos de teja vitrificada sobre teja de libro, mientras que la cúpula estaba cubierta con tejas de vidrio dorado. El plan requería que la oficina de correos ocupara el sótano y dos plantas inferiores. Los pisos sexto, séptimo y octavo de un ala albergaban los tribunales, los jueces, los secretarios y el alguacil federales. Los pisos de la cúpula se reservaron para la Comisión de Servicio Civil, el Servicio de Correo Ferroviario y la oficina meteorológica y otras agencias ocuparon el espacio restante.
La base constaba de una entrada central en cada fachada flanqueada por ocho tramos de ventanas. Los vanos estaban separados por pilastras corintias con arcos sobre las ventanas del segundo piso. Una cornisa y balaustrada rematan el basamento en las cuatro fachadas. Cuatro columnas corintias que se extienden desde el tercer al sexto piso sostenían un frontón en la cara de cada brazo de la cruz. Las alas en el eje norte-sur tenían siete tramos de largo, mientras que las alas en el eje este-oeste tenían cinco, ya que el edificio estaba situado en un lote rectangular. Cada uno de los vanos tenía dos ventanas agrupadas verticalmente y estaban separados por pilastras corintias. El octavo piso estaba alojado en buhardillas de cobertizo que se extendían desde el techo a dos aguas. La cúpula era octogonal con un contrafuerte en cada esquina del tambor. Los contrafuertes estaban rematados por ménsulas que sostenían una gran cornisa doble que rodeaba el piso dieciséis con una gran águila posada sobre estas. Las ventanas de los pisos noveno a duodécimo se colocaron en tres arcos sostenidos por más columnas corintias. Entre las águilas había tres ventanas circulares con marcos elaboradamente tallados y arriba, otra ventana circular atravesaba el punto medio de cada cara de la cúpula.
Después de que se completó la construcción, quedaron más de  2 000 000 de dólares para la decoración interior. Las cuatro alas se unían bajo la cúpula para formar una rotonda octogonal, inspirada en la arquitectura imperial romana, que estaba abierta al noveno piso. Los 30 m de la rotonda el diámetro lo hizo más grande que el del Capitolio en Washington D. C. El edificio federal también fue el edificio de estilo capitolio más alto construido en Chicago, con la excepción de los edificios de la Exposición Colombina Mundial de 1893, la mayoría de los cuales fueron demolidos. Debajo de la cúpula había un gran espacio público rodeado por los pisos que contenían espacio para oficinas.
Los detalles interiores se acentuaron con terracota y escayola. Las puertas eran de roble con herrajes de latón y "US" moldeados en las perillas de las puertas. La caoba se utilizó en las salas de audiencias y otras oficinas. Se utilizó mármol de Tennessee, Vermont, Maine e Italia en pisos de pasillos, revestimientos de madera y escaleras. Los pisos de la rotonda eran de mármol acentuado con mosaicos, mientras que las barandillas y las rejillas de los ascensores en todo el edificio eran de hierro forjado. Los techos estaban enmarcados por molduras de ova y dardo. Las cuatro salas de audiencias del sexto piso contenían una serie de murales que representaban momentos históricos en el desarrollo del derecho.

## Eventos notables

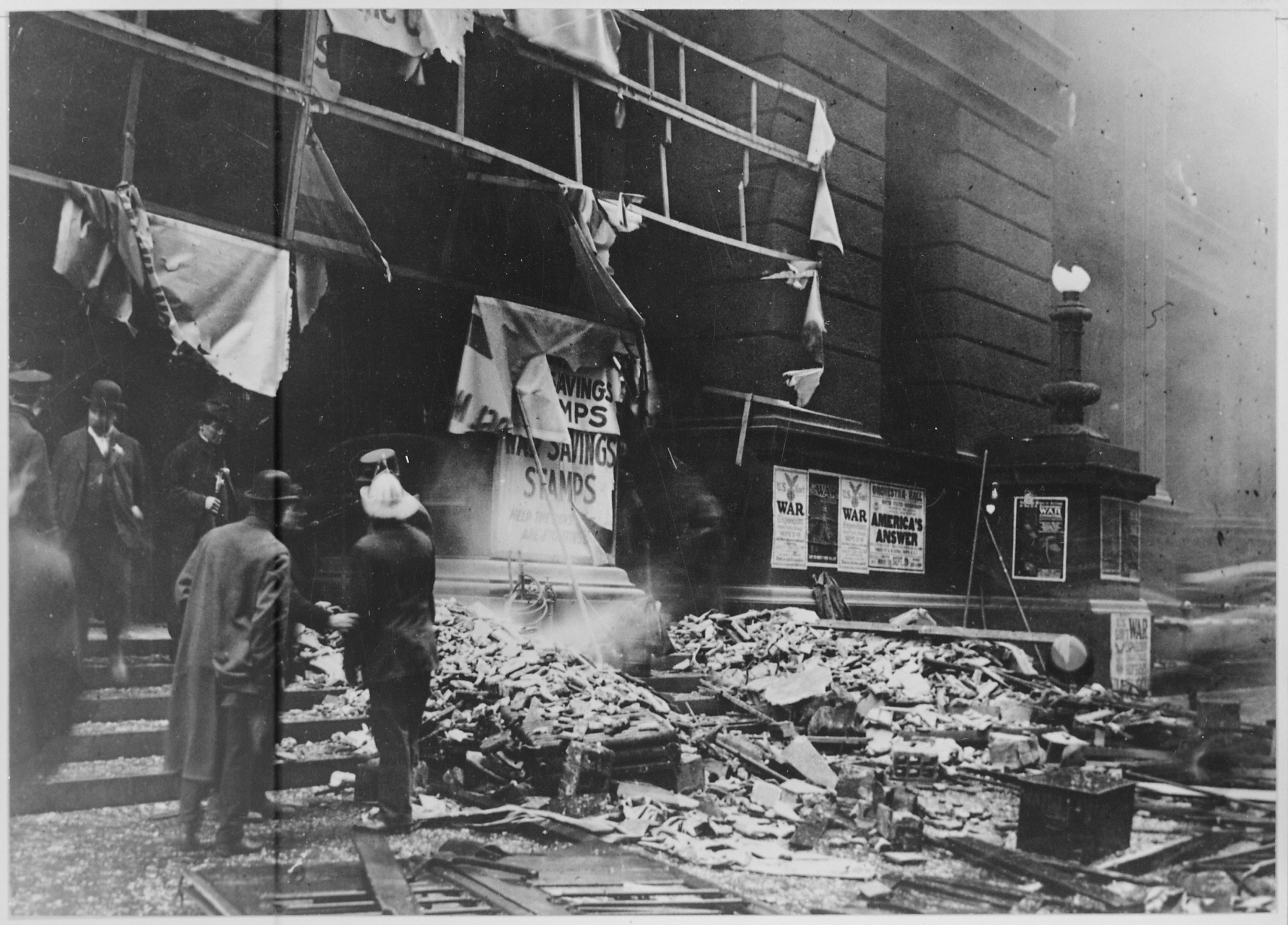
Entrada de Adams Street después del atentado de 1918

El edificio albergó el Tribunal de Distrito de los Estados Unidos para el Distrito Norte de Illinois hasta 1964 y el Tribunal de Apelaciones del Séptimo Circuito de los Estados Unidos hasta 1938. El Servicio Meteorológico Nacional  mantuvo oficinas en la cúpula y tomó medidas oficiales desde el 1 de julio de 1905 hasta el 31 de diciembre de 1925, cuando la estación meteorológica oficial se trasladó al campus de la Universidad de Chicago. El sitio del Federal Building mantuvo equipo de observación suplementario hasta 1970.
En 1907, el juez Kenesaw Mountain Landis presidió un caso antimonopolio contra Standard Oil en el que la empresa fue multada con 29 millones de dólares por aceptar descuentos en fletes de los ferrocarriles. El veredicto se anuló más tarde, pero en 1920, Landis se convirtió en el primer Comisionado de la MLB.
Una potente bomba explotó en el lado norte del edificio el 4 de septiembre de 1918, mató a cuatro personas e hirió a otras 75, destruyó las puertas de entrada y dañó las ventanas de los edificios de la calle Adams. Dos empleados de correo y dos clientes murieron en la explosión, que inmediatamente se culpó a los radicales Industrial Workers of the World (IWW), que recientemente habían estado involucrados en un juicio masivo en el lugar. El 7 de septiembre de 1918, la policía arrestó a un sospechoso con estrechos vínculos con la organización IWW.
Walt Disney trabajó en la oficina de correos del edificio desde julio hasta septiembre de 1918.
Las autoridades descubrieron otra bomba el 31 de octubre de 1921, antes de que explotara el dispositivo. No hubo daños en el edificio ni en sus habitantes.
En 1931, la sala del tribunal del juez James Herbert Wilkerson fue el lugar del juicio del gángster Al Capone. El 24 de octubre de 1931, Wilkerson sentenció a Capone a 10 años de prisión y una multa de 50 000 dólares por evasión fiscal. Su condena fue confirmada por la corte de apelaciones el 20 de diciembre de 1937.
Los tribunales de distrito y de circuito y varias agencias se trasladaron al nuevo Dirksen Federal Building otro lado de Dearborn Street y el edificio fue demolido en 1965. El ederal Building Kluczynski de 45 pisos y la estación postal del Loop, diseñados por Ludwig Mies van der Rohe, se construyeron en su lugar. La plaza entre las tres estructuras es el escenario de la escultura Flamingo de Alexander Calder.